# Constantin Băbălău
Constantin Băbălău (* 7. März 1926 in Capu Dealului, Brănești, Kreis Gorj) ist ein ehemaliger rumänischer Politiker der Rumänischen Kommunistischen Partei PCR (Partidul Comunist Român), der unter anderem mehrmals Minister sowie zwischen 1980 und 1988 Botschafter in Mexiko war. Später war er Mitglied der Sozialdemokratischen Partei PSDR (Partidul Social-Democrat Român) sowie der Großrumänien-Partei PRM (Partidul România Mare), die er von 1996 bis 2000 als Mitglied in der Abgeordnetenkammer vertrat.

## Leben

### Studium, Ingenieur und Parteifunktionär
Constantin Băbălău, der 1946 Mitglied der Rumänischen Kommunistischen Partei PCR (Partidul Comunist Român) wurde, absolvierte ein Studium am Bergbau-Institut in Petroșani und war danach als Bergbauingenieur tätig. Er absolvierte zudem ein Studium an der Akademie für Sozial- und Politikwissenschaften ( Academia de Stiinte Sociale si Politice) „Ștefan Gheorghiu“ und war zwischen 1954 und dem 23. November 1959 Instrukteur in der ZK-Abteilung für Wirtschaft. Im Anschluss wurde er am 23. November 1959 Sekretär des Parteikomitees von Craiova und am 25. Mai 1965 Mitglied des Büros des Parteikomitees der Region Oltenia. Auf dem Neunten Parteitag der PCR (19. bis 24. Juli 1965) wurde er Kandidat des Zentralkomitees (ZK) der PCR.
Am 8. Oktober 1965 wurde Băbălău Mitglied des Obersten Rates für wirtschaftliche und soziale Entwicklung sowie Vizepräsident der Staatlichen Planungskommission und hatte diese Funktionen bis 1968 inne. Im Anschluss wurde er 1968 Erster Sekretär des Parteikomitees im Kreis Dolj sowie zugleich Präsident des Exekutivkomitees des Volksrates dieses Kreises und bekleidete beide Positionen bis zum 11. Dezember 1972. Auf dem Zehnten Parteitag der PCR (6. bis 12. August 1969) wurde er Mitglied des Zentralkomitees (ZK) der PCR und gehörte diesem Gremium bis zum Zwölften Parteitag der PCR (19. bis 23. November 1979) an. Auf einem ZK-Plenum am 11. Februar 1971 wurde er zudem Kandidat des Exekutivkomitees des ZK und hatte diese Funktion bis zum Elften Parteitag der PCR (24. bis 27. November 1974) inne.

### Minister, Abgeordneter und Botschafter
Am 18. Dezember 1972 wechselte Constantin Băbălău in die Regierung und übernahm als Nachfolger von Octavian Groza im Kabinett Maurer V das Amt als Minister für elektrische Energie (Ministrul energiei electrice). Er hatte dieses Ministeramt zwischen dem 29. März 1974 und dem 26. Oktober 1974 auch im Kabinett Mănescu I inne. Danach war er von 1974 bis 1975 Wirtschaftssekretär des Parteikomitees im Kreis Prahova sowie 1975 bis 1976 stellvertretender Leiter einer ZK-Abteilung. 1975 wurde er Mitglied der Großen Nationalversammlung (Marea Adunare Națională) und vertrat in dieser bis 1980 den Wahlkreis Nr. 9 Corod. Während seiner Parlamentszugehörigkeit fungierte er zwischen dem 22. März 1975 und dem 9. Juli 1977 als Sekretär der Großen Nationalversammlung. Anschließend fungierte zwischen November 1976 und dem 25. Januar 1977 als Erster Sekretär des Parteikomitees im Kreis Gorj sowie zugleich als Präsident des Exekutivkomitees des Volksrates dieses Kreises. Am 27. Januar 1977 löste er Bujor Almășan als Minister für Bergbau, Erdöl und Geologie (Ministrul minelor, petrolului și geologiei) im Kabinett Mănescu II ab und bekleidete dieses Ministeramt bis zum 15. Dezember 1977, woraufhin Vasile Patilineț seine Nachfolge antrat.
Nach seinem abermaligen Ausscheiden aus der Regierung wurde Băbălău am 28. März 1978 Vizepräsident des Exekutivkomitees des Volksrates im Kreis Prahova und danach 1979 Wirtschaftssekretär des Parteikomitees dieses Kreises. Am 6. Juni 1980 wurde er zum Außerordentlichen und Bevollmächtigten Botschafter in Mexiko ernannt und bekleidete diesen Posten bis zum 13. April 1988. Für seine langjährigen Verdienste wurde er mehrfach ausgezeichnet und erhielt unter anderem 1957 den Orden der Arbeit Dritter Klasse (Ordinul Muncii), 1962 den Stern der Volksrepublik Rumänien Vierter Klasse (Ordinul Steaua Republicii Populare Române), 1964 den Orden 23. August Vierter  Klasse (Ordinul 23. August), 1966 den Orden Tudor Vladimirescu Fünfter Klasse (Ordinul Tudor Vladimirescu), 1968 den Orden der Arbeit Zweiter Klasse sowie 1971 den Stern der Sozialistischen Republik Rumänien Zweiter Klasse (Ordinul Steaua Republicii Socialiste Romania).

### Mitglied der Abgeordnetenkammer
Nach dem Zusammenbruch des Kommunismus und dem Sturz des neostalinistischen Diktators Nicolae Ceaușescu im Zuge der Revolution am 22. Dezember 1989 war Constantin Băbălău Mitglied der Sozialdemokratischen Partei PSDR (Partidul Social-Democrat Român) sowie der Großrumänien-Partei PRM (Partidul România Mare), die er von 1996 bis 2000 als Mitglied in der Abgeordnetenkammer (Camera Deputaților) den Wahlkreis Nr. 20 Gorj vertrat. Während seiner neuerlichen Parlamentszugehörigkeit war er von 1996 bis Februar 1997 Mitglied des Ausschusses für Industrie und Dienstleistungen sowie im Anschluss von Februar 1997 bis 2000 Mitglied des Ausschusses für Wirtschaftspolitik, Reform und Privatisierung. Daneben war er zwischen 1997 und 2000 Sekretär der Gemeinsamen Kommission des Parlaments für europäische Integration.